# Parapoynx minoralis
Parapoynx minoralis is een vlinder uit de familie van de grasmotten (Crambidae), uit de onderfamilie van de Acentropinae. De wetenschappelijke naam van deze soort is voor het eerst gepubliceerd in 1881 door Paul Mabille.
De soort komt voor in Madagaskar.